# Liu Xiang (autore)
Liu Xiang (cinese tradizionale: 劉向; cinese semplificato: 刘向; pinyin: Liú Xiàng), alla nascita Liu Gengsheng (劉更生), nome di cortesia Zizheng (子政), (Xuzhou, 79 a.C. – 8 a.C.) è stato uno scrittore e intellettuale cinese confuciano della dinastia Han.

## Biografia
Liu Xiang fu il compilatore del primo catalogo della biblioteca imperiale, e curò la prima edizione del Shan Hai Jing. Appassionato collezionista di antiche storie, curò le raccolte del Zhan Guo Ce, del Xinxu (新序), dello Shuoyuan (說苑), del Lienü zhuan e probabilmente del Liexian Zhuan. Suo figlio, Liu Xin, sviluppò il sistema astronomico della "concordanza tripla".